# 高倉永秀
高倉 永秀 （たかくら ながひで）は、江戸時代中期の公卿。権大納言・高倉永房の子。官位は正三位・参議。高倉家16代。法名は常山。

## 経歴
中御門朝の享保16年（1731年）叙爵。侍従、民部権大輔、右兵衛佐を経て、宝暦3年（1753年）従三位・非参議に叙せられ、公卿に列する。王政復古を目指し、国学者・竹内式部の垂加神道に賛同するも、宝暦8年（1758年）の宝暦事件に連座し、右兵衛督を免官となる。2年後の宝暦10年（1760年）落飾。法名は常山。寛政11年（1799年）薨去。享年72。

## 官歴
注釈のないものは『公卿補任』による
- 享保16年（1731年） 12月25日：叙爵（従五位下）
- 享保21年（1736年） 5月9日：元服昇殿、従五位上、侍従
- 元文5年（1740年） 2月2日：民部権大輔、正五位下
- 寛保3年（1743年） 8月29日：従四位下
- 延享3年（1746年） 12月24日：従四位上
- 延享4年（1747年） 2月1日：右兵衛佐
- 寛延3年（1750年） 正月10日：正四位下
- 宝暦3年（1753年） 正月22日：従三位、非参議。12月22日：左兵衛督
- 宝暦5年（1755年） 3月10日：遷右兵衛督
- 宝暦8年（1758年） 2月8日：正三位。7月25日：辞督
- 宝暦10年（1760年） 5月29日：落飾（法名常山[3]）
- 寛政11年（1799年） 6月11日：薨去[3]（享年72）

## 系譜
『系図纂要』による
- 父：高倉永房
- 母：家女房
- 妻：永井直期の娘
  - 男子：高倉永晃（1750-1754）
- 妻：西洞院範篤の娘
  - 男子：高倉永範（1753-1805）